# نيك دوبري
نيك دوبري (بالإنجليزية: Nick Dupree) هو ناشط أمريكي، ولد في 23 فبراير 1982 في مورغانتاون في الولايات المتحدة، وتوفي في 18 فبراير 2017 في نيويورك في الولايات المتحدة.